# Vieux norvégien
Le terme vieux norvégien désigne la variante du vieux norrois parlée en Norvège durant le Moyen Âge. Elle comporte des caractéristiques spécifiques à la Norvège, et évoluera pour donner le moyen norvégien.
L’épidémie de peste noire qui décima l’Europe au XIVe siècle atteint la Norvège en 1349, tuant environ la moitié de la population. Ceci explique en partie l'accélération des changements qui eut lieu dans la langue à cette époque. La langue norvégienne d’entre 1350 et 1550 est généralement qualifiée de moyen norvégien. De nombreux changements survinrent, dont notamment une importante simplification de la grammaire : perte du système de déclinaisons, simplification des inflexions verbales, amuïssement des voyelles finales vers un e (dans certaines régions seulement).
Le répertoire phonémique subit également quelques changements. Les fricatives dentales [ð] et [θ] disparurent, remplacées par les occlusives correspondantes, [d] et [t].

## Vieux norvégien et vieil islandais
Une des plus importantes différences entre le vieux norvégien et le vieil islandais est qu’au XIe siècle le premier perdit le h dans les combinaisons de consonnes hl-, hn- et hr-, mais pas le second. Ainsi, on peut opposer le vieil islandais hlíð (« pente »), hníga (« révérence ») ou hringr (« anneau ») au vieux norvégien líð, níga et ringr. Une autre différence est que le vieil islandais semble avoir conservé des voyelles nasales distinctes jusqu’au XIIe siècle, bien après que cette distinction a disparu en norvégien.